# 粉背蕨
粉背蕨（学名：Aleuritopteris pseudofarinosa），为中国蕨科粉背蕨属下的一个植物种。